# Semaine
« Hebdo » redirige ici. Pour l’article homophone, voir Ebdo.
Pour l’article ayant un titre homophone, voir Semène.

Calendrier de l'année 2025 avec numérotation des semaines selon la norme internationale ISO (du lundi au dimanche).

Une semaine (du latin septimana : « semaine ») est une période de sept jours consécutifs.
L'adjectif français associé est « hebdomadaire ». Substantivé (utilisé comme nom), le mot désigne une publication paraissant chaque semaine.
Trois problématiques sont distinctes : le nombre sept, les noms des jours et leur ordre. Ces trois thèmes sont étudiés dans des articles détaillés.

## Étymologie
Du latin septimanus, « relatif au nombre sept » (lui-même dérivé de septimus « septième »).
Cet adjectif a été utilisé par :
- Varron (116 à 27 avant notre ère) : De lingua Latina - abrégé en L., 6, 27 : « nonae septimanae (nones qui tombent le sept du mois) ».
- Tacite (58 à 120) : Historiae, 3, 25 : substantivé en septimani, il était le nom des soldats de la septième légion.
- Arnobius (IIe siècle ou IIIe siècle) : Disputationes adversus nationes, 3, 10 : période de sept mois.

Substantivé, il apparaît avec le sens de « semaine » dans le Codex Theodosianus (15, 5, 5) publié sous le règne de l'empereur byzantin (chrétien) Théodose II (401 - règne 408 - 450). Le sénat de Rome prit officiellement connaissance de l’ouvrage le 25 décembre 438 et il entra en vigueur le 1er janvier 439.
La langue française n'a pas d'adjectif dérivé de « semaine ». Elle utilise l'adjectif « hebdomadaire » dérivé du latin hebdomadarius, « celui qui est de semaine, semainier », lui-même dérivé du mot grec ἑβδομάς / hebdomás, « nombre de sept jours, semaine ».

## Problématiques
Les problématiques suivantes sont développées dans des articles détaillés.

### Origine du septénaire
En Mésopotamie, le nombre sept était considéré comme néfaste et il était recommandé de ne rien entreprendre les 7, 14, 21 et 28 du mois[réf. nécessaire].
En raison de coïncidences historiques, physiques, ésotériques et mathématiques, le sept est parfois considéré comme un « chiffre magique ».

Il fait partie des nombres importants de la numérologie.
La Bible hébraïque impose la pratique de la semaine de sept jours et du Shabbat au peuple juif, d'abord dans le récit de la Création du monde en sept jours, puis par le Quatrième des Dix Commandements. La menorah, (chandelier à sept branches) est restée le symbole principal d'Israël. Mais c'est le christianisme qui a répandu universellement l'usage de la semaine et du repos dominical.
Sur le plan symbolique, ce nombre est peu utilisé par les Gréco-Romains.

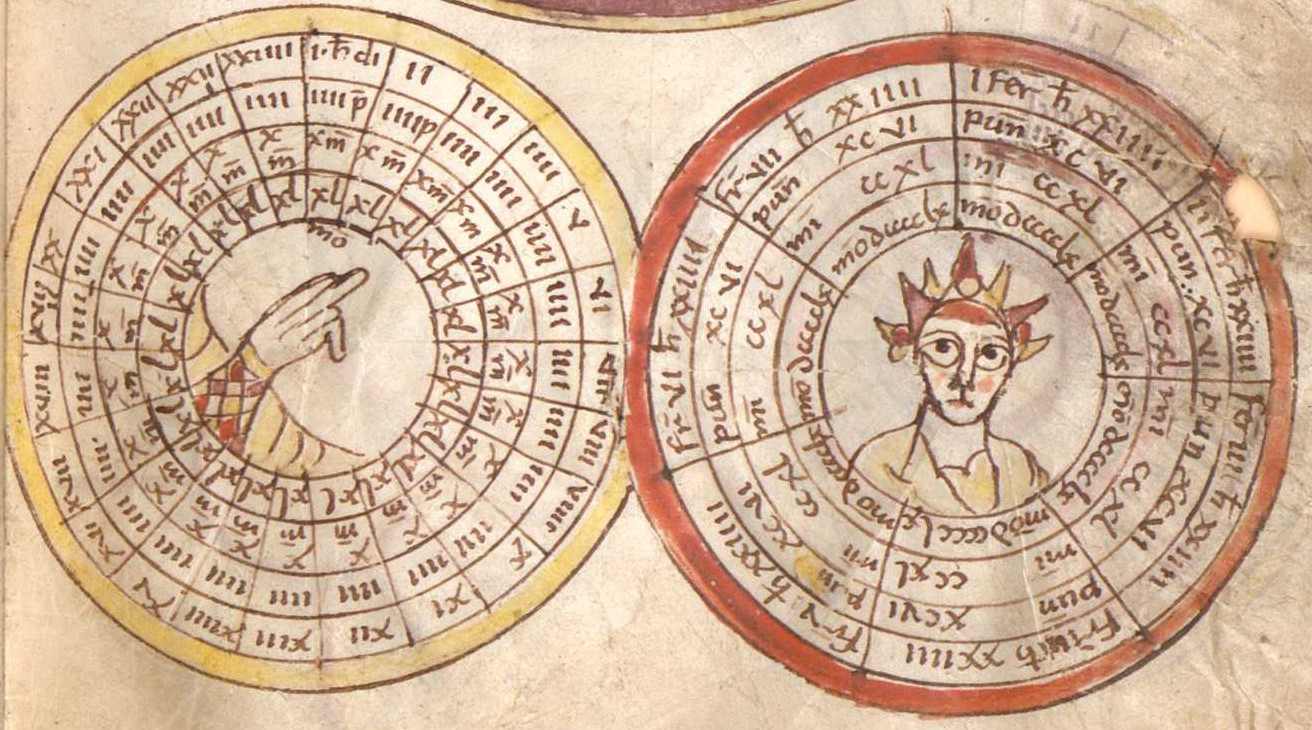
Division du jour et de la semaine (IXe siècle).
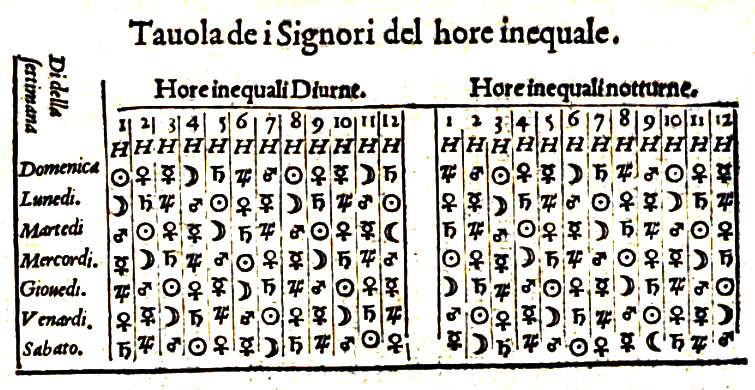
Table des matières minérales planétaires, principalement des planètes dominantes (vers 1569).

### Origine des noms et de l'ordre des sept jours
Les jours de la semaine sont les lundi, mardi, mercredi, jeudi, vendredi, samedi et dimanche.

Sauf pour les deux derniers, les jours de la semaine, dans les langues romanes autres que le portugais, tiennent leur origine des noms de divinités de la mythologie romaine.
Pour l'Organisation internationale de normalisation (ISO), les jours de la semaine sont numérotés de 1 (pour le lundi) à 7 (pour le dimanche).
Pendant longtemps, la semaine a été considérée, par les penseurs chrétiens, comme tirant son origine de la Bible hébraïque. Ils se basaient sur les textes des « Pères de l'Église » (Patristique). Aujourd'hui, les historiens mettent en avant une origine astrologique.

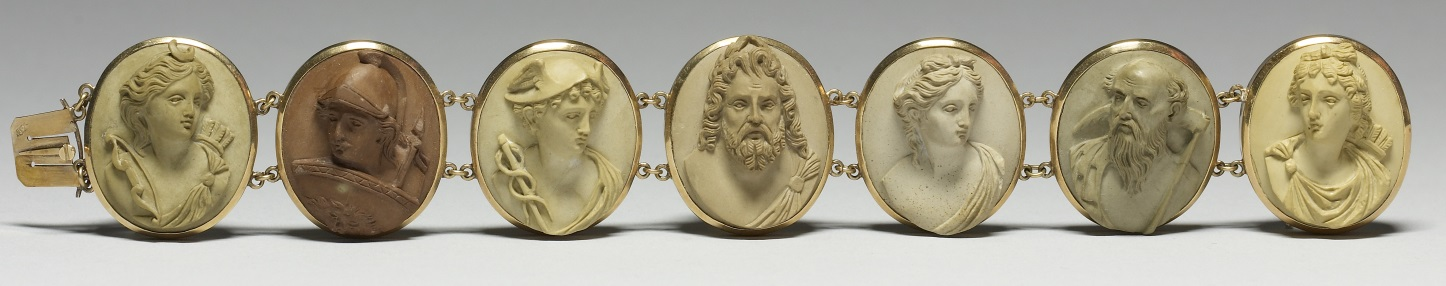
Bracelet et les sept divinités romaines associées aux jours de la semaine (moitié XIXe siècle).

### Origine du choix du premier jour de la semaine

Carte du monde présentant le premier jour de la semaine en vigueur dans chaque pays :
Lundi
Vendredi
Samedi
Dimanche

Par définition, le jour de repos hebdomadaire (septième jour de la semaine) vient après les six jours de travail ; on se repose après avoir travaillé. La nouvelle semaine de travail commence après ce jour de repos.
Dans les trois religions monothéistes, le dimanche est le premier jour de la semaine :
- Calendrier hébraïque : la semaine commence le jour de Yom rishon « jour premier », soit le lendemain du shabbat.
- Calendrier chrétien.
- Calendrier islamique (Hijri) : la semaine commence le jour de Yawm-ul-Ahad (qui correspond au dimanche)[4].

#### Mondialisation: l'ISO et le lundi
L'Organisation internationale de normalisation (ISO) a émis les recommandations suivantes :
- le lundi est considéré comme le premier jour de la semaine (norme ISO 8601) depuis 1988 ;
- les semaines d'une même année sont numérotées de 01 à 52 (parfois 53) ;
- la semaine qui porte le numéro 01 est celle qui contient le premier jeudi de janvier ;
- il peut exister une semaine 53.